# بروجنچین
بروجنچین (به لهستانی:  Brodzięcin) یک روستا در لهستان است که در گمینا اویژنگ واقع شده‌است.